# Enclos des fusillés (Bastogne)

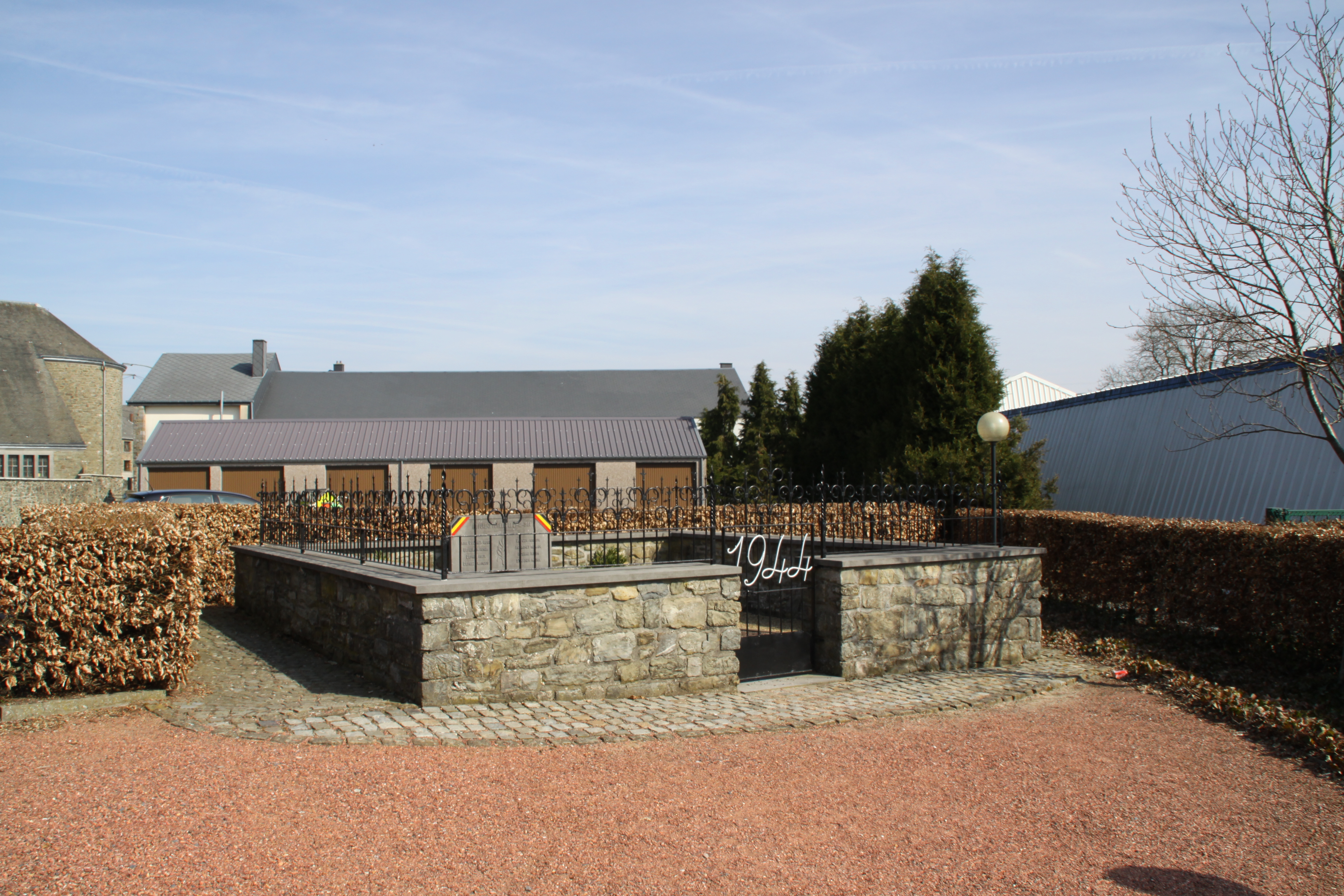
L'enclos de Noville

Pour les articles homonymes, voir Enclos des fusillés.
L'Enclos des fusillés de Noville (Bastogne) est un espace clôturé par un muret qui est le lieu de mémoire aménagé en hommage aux victimes du massacre de Noville, perpétré le 21 décembre 1944 par les S.S. lors de la bataille des Ardennes.

## Massacre de Noville
En pleine offensive des Ardennes (décembre 1944), Noville, un village à 8 kilomètres au nord de Bastogne  est le théâtre de violents combats entre les chars allemands, venus contrôler l’important carrefour sur la route descendant vers Bastogne, et les blindés américains du Combat Team du général William R. Desobry. Les troupes américaines sont contraintes de se replier vers Bastogne. Le village est alors aux mains des allemands, qui accusent ses habitants de ‘résistance’. 
Le 21 décembre, les membres du commando de la Gestapo, sans doute Alsaciens, rassemblent une vingtaine d'otages. Certains sont libérés mais huit d’entre eux sont froidement exécutés en geste de représailles contre la population civile. L'abbé Louis Delvaux, Roger Beaujean, Félix et François Deprez, Auguste Lutgen, Romain Henkinet, Joseph Rosière sont conduits à l'arrière d'une maison en ruine et fusillés. Le même jour, au même endroit, Michel Stranen, réfractaire au service militaire, subit le même sort.

## Monument
Le monument porte l’inscription : ici furent fusillés le 21-12-1944 : 
- Roger Beaujean
- abbé Louis Delvaux
- Félix Deprez
- François Deprez
- Auguste Lutgen
- Romain Henkinet
- Joseph Rosière
- Michel Stranen